# Parc provincial The Anchorage
Le parc provincial The Anchorage est un parc provincial situé sur l'île de Grand Manan, près de Saint-Andrews au sud-ouest du Nouveau-Brunswick. Il superpose en partie de refuge d'oiseaux de Grand Manan.